# Ласло Белені
Ласло Белені (рум. László Bölöni, нар. 11 березня 1953, Тиргу-Муреш) — румунський футболіст угорського походження, півзахисник. Футболіст року в Румунії (1977, 1983). По завершенні ігрової кар'єри — тренер. Тренер року в Бельгії (2009).
Виступав, зокрема, за «Стяуа», з яким виграв ряд національних трофеїв, а також Кубок європейських чемпіонів та Суперкубок УЄФА. Крім цього грав за національну збірну Румунії, за яку провів понад сто матчів і був учасником чемпіонату Європи 1984 року.

## Клубна кар'єра
Народився 11 березня 1953 року в місті Тиргу-Муреш в родині етнічних угорців. Вихованець футбольної школи клубу «Кіміка» (Тирневені). Там же і дебютував на дорослому рівні, провівши два сезони у третьому за рівнем дивізіону, де взяв участь у 38 матчах чемпіонату.

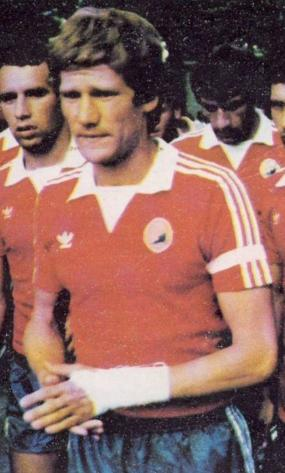
Ласло Белені в 1984 році.

1970 року перейшов у «Тиргу-Муреш», за який відіграв наступні чотирнадцять сезонів своєї ігрової кар'єри. Більшість часу, проведеного у складі команди, був основним гравцем команді, а найвищим результатом стало віце-чемпіонство у сезоні 1974/75, а також звання найкращого гравця Румунії у 1977 та 1983 році.
1984 року став гравцем столичного «Стяуа», у складі якого провів наступні три з половиною роки своєї кар'єри гравця. Граючи у складі «Стяуа» також здебільшого виходив на поле в основному складі команди. За цей час тричі виборював титул чемпіона Румунії та двічі Кубок Румунії, а також ставав володарем Кубка чемпіонів УЄФА та володарем Суперкубка УЄФА у 1986 році. 25 березня 2008 року він був нагороджений президентом Румунії Траяном Бесеску орденом «Meritul Sportiv» II ступеню за його внесок у перемогу в Суперкубку.
З кінця 1987 року недовго пограв у Бельгії за «Расінг Жет», а завершував кар'єру у нижчолігових французьких клубах «Кретей» та «Орлеан».

## Виступи за збірну
Він виграв золоту медаль зі студентською футбольною збірною Румунії на чемпіонаті світу в 1974 році, що проходив у Франції.
4 червня 1975 року дебютував в офіційних іграх у складі національної збірної Румунії у відбірковому матчі до Олімпійських ігор 1976 з Данією (4:0). Після цього він грав за неї безперервно протягом тринадцяти років. 11 квітня 1984 року, після товариського матчі з Ізраїлем (0:0) Белені наздогнав Корнела Діну в рейтингу гравців з найбільшою кількістю ігор за збірну Румунії в Історії (залишався у цьому статусі до 2 квітня 1997 року, коли його обійшов Георге Хаджі). 2 вересня 1987 року Белені зіграв свій 100-й матч за збірну у грі проти Польщі (1:3), ставши історичним першим гравцем команди, якому підкорилося це досягнення.
Проте у період виступів Белені за збірну румуни не були серед європейських лідерів, тому гравець зіграв тільки на одному великому турнірі — чемпіонаті Європи 1984 року у Франції. Команда, яку на той час очолював Мірча Луческу, на цьому чемпіонаті здобула лише один бал і приніс його саме гол Белені у першому ж матчі своєї команди на турнірі проти збірної Іспанії (1:1). Два наступних матчі Румунія програла (проти ФРН та Португалії) і закінчила на останньому місці у групі.
Останню гру у складі збірної провів 1 червня 1988 року в товариському матчі проти Нідерландів (0:2). Всього ж за кар'єру зіграв у 108 матчах і забив 35 голів.

## Кар'єра тренера
У 1992 році почав тренерську кар'єру і спочатку протягом двох сезонів був помічником Олів'є Рує у французькому «Нансі». Після його від'їзду у 1994 році Белені став першим іноземним головним тренером в історії цього клубу. Він керував командою шість років, а в сезоні 1997/98 він вперше за вісім років вивів клуб до Ліги 1. Проте через два роки команда вилетіла з вищого дивізіону, а Бьолені, який ніколи не працював тренером в Румунії, був призначений головним тренером національної команди своєї країни. Він керував румунською збірною в 13 матчах (8-2-3), але потім несподівано пішов у відставку після перемог над Угорщиною та Литвою у відбірковому раунді до чемпіонату світу 2002 року і був замінений на Георге Хаджі, який тільки що закінчив свою ігрову кар'єру. 
Натомість через кілька днів Ласло став головним тренером португальського «Спортінга». У першому сезоні він зумів виграти з клубом усі основні трофеї — чемпіонат, Кубок і Суперкубок Португалії. Він проводив політику залучення молодих і перспективних гравців до першої команди, включаючи Кріштіану Роналду, Рікарду Куарежму та Угу Віану, які дебютували на дорослому рівні за Белені, а згодом стали зірками португальського футболу. Однак був відправлений у відставку ще до закінчення другого сезону 2002/03 після того, як «Спортінг» втратив шанси захистити чемпіонський титул.
2003 року прийняв пропозицію попрацювати у клубі «Ренн», з яким зумів зайняти четверте місце в чемпіонаті 2004/05, кваліфікувавшись до Кубка УЄФА, а також дійшов до півфіналу Кубка Франції. Залишив команду з Ренна 2006 року.
У травні 2006 року Белені підписав дворічний контракт з «Монако», але вже 23 жовтня він був звільнений через невдалі результати, коли його команда займала 19-те місце з 20-ти у Лізі 1.
6 квітня 2007 року став головним тренером еміратської «Аль-Джазіри», з якою того ж року виграв Клубний кубок чемпіонів Перської затоки, але 21 травня 2008 року був звільнений після того як втратив чемпіонський титул в останньому турі чемпіонату.
9 червня 2008 року був запрошений керівництвом клубу «Стандард» (Льєж) очолити його команду, з якою відразу виграв Суперкубок Бельгії, а в наступному сезоні 2008/09 став з командою і чемпіоном країни, вигравши після цього і другий національний суперкубок. Після невтішних результатів у сезоні 2009/10 він 10 лютого 2010 року пішов у відставку. І надалі з травня по вересень того ж року недовго попрацював з еміратською «Аль-Вахдою» (Абу-Дабі).
У січні 2011 року він взяв на себе керівництво четвертою в його кар'єрі французькою командою, «Лансом». Його мета полягала в тому, щоб врятувати команду від вильоту з Ліги 1, але Белені це не вдалося і по закінченню сезону він покинув клуб.
У сезоні 2011/12 очолював тренерський штаб грецького ПАОКа. Белені вивів клуб із Салонік спочатку у груповий етап Ліги Європи, а потім і в плей-оф з першого місця. Втім взимку команда через фінансові проблеми змушена була продати лідерів Вієйрінью та Пабло Контрераса, через що клуб погіршив результати і закінчив сезон на 5-му місці, а Ласло 25 травня 2012 року покинув клуб. Натомість фахівець повернувся на Близький Схід, де працював спочатку з катарським «Аль-Хором», а потім саудівським «Аль-Іттіхадом».
16 червня 2017 року Белені був призначений головним тренером бельгійського «Антверпена», з яким у сезоні 2017/18 зайняв 8-ме місце, після чого продовжив свій контракт ще на два роки. Пропрацював з «Антверпеном» до літа 2020 року, зокрема вивівши команду до фіналу Кубка Бельгії 2019/20.
Наприкінці серпня 2020 року Белені прийняв пропозицію очолити тренерський штаб «Гента». Утім робота румунського тренера із цією командою протривала лише 25 днів, за які вона встигла провести лише три матчі. 14 вересня 2020 року керівництво клубу оголосило про звільнення Белені, зазначивши, що «атмосфера навколо команди робить подальшу співпрацю неможливою».
19 жовтня 2020 року був призначений головним тренером грецького «Панатінаїкоса». Незадовго до завершення сезону, 10 травня 2021 року, був звільнений, коли стало зрозуміло, що команда не кваліфікується до єврокубків.

## Титули і досягнення
| - Чемпіон Румунії (3): «Стяуа»: 1984–85, 1985–86, 1986–87 - Володар Кубка Румунії (2): «Стяуа»: 1984–85, 1986–87 - Володар Кубка чемпіонів УЄФА (1): «Стяуа»: 1985–86 - Володар Суперкубка УЄФА (1): «Стяуа»: 1986 - Футболіст року в Румунії: 1977, 1983 - Футбольний тренер року в Бельгії: 2008/09 | - Чемпіон Португалії (1): «Спортінг»: 2001–02 - Володар Кубка Португалії (1): «Спортінг»: 2001–02 - Володар Суперкубка Португалії (2): «Спортінг»: 2002 - Чемпіон Бельгії (1): «Стандард» (Льєж): 2008–09 - Володар Суперкубка Бельгії (2): «Стандард» (Льєж): 2008, 2009 - Клубний чемпіон Перської затоки (1): «Аль-Джазіра» (Амман): 2007 |